# Pino I Ordelaffi

Stemma degli Ordelaffi.

Pino I Ordelaffi (fl. XIV secolo) fu un membro della nobile famiglia forlivese degli Ordelaffi, che espresse per oltre due secoli i signori della città a partire da Scarpetta Ordelaffi, fratello di Pino.

## Biografia
Nel 1306, Pino e Scarpetta presero insieme il castello di Bertinoro (presso Forlì), località di cui Pino divenne signore fino al 1310.
Già nel 1306, Pino I Ordelaffi, ormai signore di Bertinoro, fece costruire il palazzo che oggi è il Palazzo Comunale della cittadina.